# Lohmer See
Der Lohmer See ist ein Relikt aus der Eiszeit und liegt in der Sternberger Seenlandschaft nördlich von Lohmen im Landkreis Rostock in Mecklenburg-Vorpommern. 

## Beschreibung
Der See ist maximal einen Kilometer lang und 700 Meter breit. Er befindet sich in einer naturbelassenen Landschaft und ist als Vogelschutzgebiet ausgewiesen. Direkt am Südende hat sich das Dorf Lohmen entwickelt. Das Gewässer in einer hügeligen Endmoränenlandschaft weist eine geringe Ufergliederung auf. Im Norden verlässt der Bollbach den See, um dann südwestlich in den Garder See zu münden.
Um den See herum liegen die Ortschaften: Klein Upahl (3 km entfernt), Zehna (4 km entfernt), Bellin (5 km entfernt), Reimershagen und Dobbertin (6 km entfernt).
Am Rand des Sees hat sich in Jahrhunderten ein Torfmoor herausgebildet. Darin wurden im 19. Jahrhundert Reste menschlicher Aktivitäten gefunden: eine Feuerstein-Lanzenspitze, 6 Fuß tief im Moor am Lohmer See.
Im See sind folgende Fische heimisch: Hechte, Marmorkarpfen, Steinbeißer und Flussbarsche. In Lohmen direkt am See betreibt die Fischerfamilie Geibrasch seit mehreren Generationen professionellen Fischfang.